# Tetzave
Tetzave, ou Tetsave (תצוה – Hébreu pour “tu ordonneras”, le second mot et premier distinctif de la parasha) est la vingtième parasha (section hebdomadaire) du cycle annuel juif de lecture de la Torah et la huitième parasha du Sefer Shemot (Livre de l'Exode).
Elle est constituée d'Exode 27:20–30:10. Les Juifs de la Diaspora la lisent le vingtième Sabbath suivant Sim'hat Torah, généralement en février ou en mars.

## Résumé

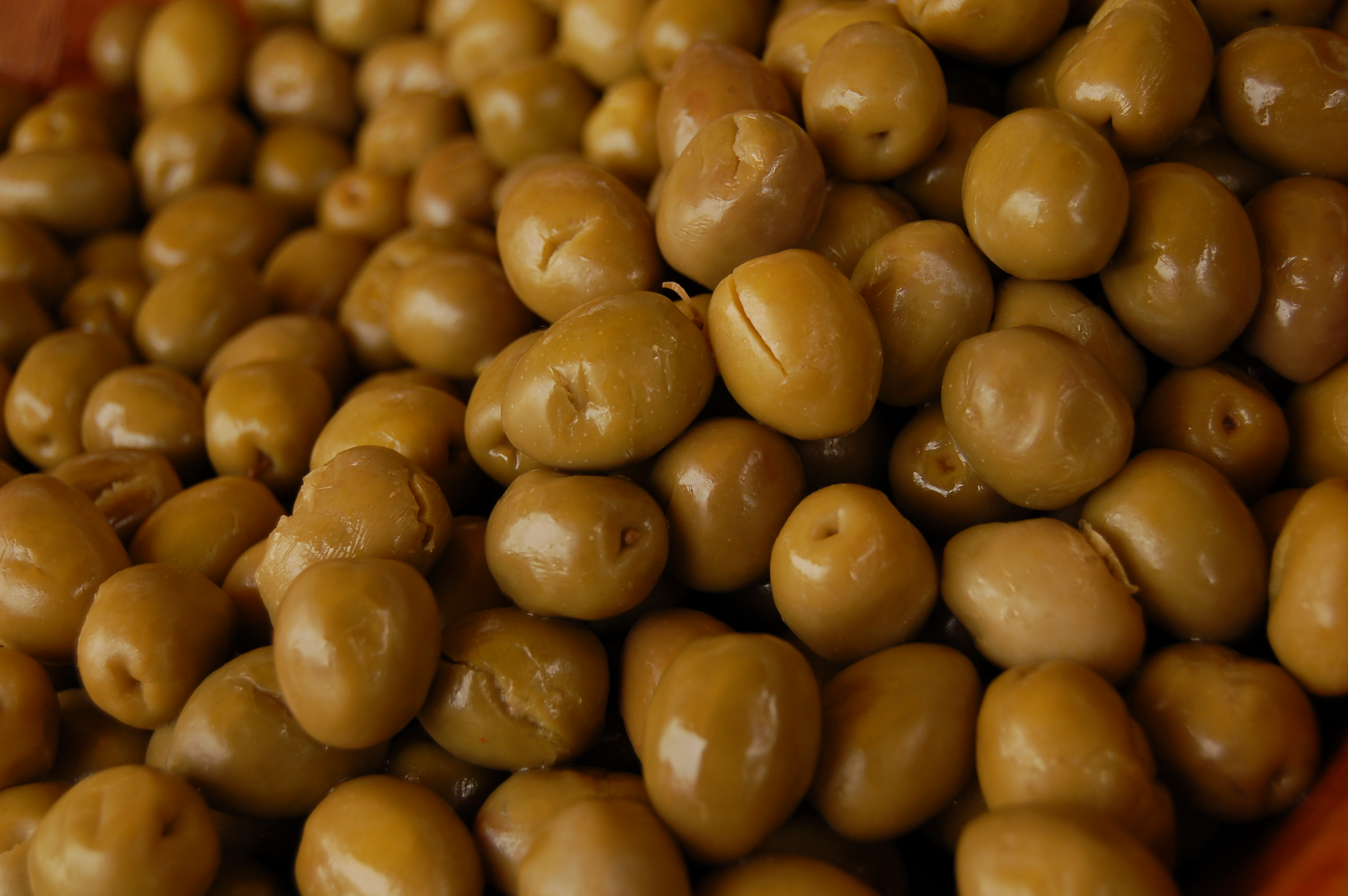
Des olives

Toujours sur le Sinaï, Dieu prescrit à Moïse, avec la même minutie que dans la parasha précédente, d’ordonner aux enfants d’Israël de préparer de l’huile d’olive pure afin que la menorah soit perpétuellement allumée. Il lui détaille ensuite la confection des habits sacerdotaux  ceux du Cohen Gadol, Aaron, et ceux de ses fils les cohanim. Il lui prescrit aussi la liturgie pour l’initiation des cohanim, l’inauguration du sanctuaire et l’offrande perpétuelle de deux moutons quotidiens. Il lui décrit enfin l’autel d’or, sur lequel sera offert l’encens.

### Divisions de la parasha lors de la lecture complète
La lecture de la parasha à la synagogue le sabbath est traditionnellement divisée en sept sections, pour lesquelles un membre différent de la congrégation est appelé à lire. La première lecture, le rishon, échoit traditionnellement à un cohen, la seconde, appelée sheni, à un levi, les suivantes à un israël (ni cohen ni levi). La septième section comporte une sous-section, le maftir, qui est lu par la personne qui lira ensuite la haftara.
Les sections de la parashat Tetzave sont :
- rishon
- sheni
- shlishi
- revi'i
- 'hamishi
- shishi
- shevihi   et maftir

### Divisions de la parasha lors de la lecture abrégée
Une lecture publique de la parasha fut instaurée par Ezra le Scribe le lundi et le jeudi à la synagogue. Cette lecture, sensiblement plus courte, ne comprend que trois sections, la première réservée au cohen, la seconde au levi, la troisième à un israël
- Section du cohen: Shemot[3]
- Section du levi: Shemot[3]
- Section de l'israël: Shemot[3]

### Maqam
Un maqam est un système de modes musicaux utilisé dans la musique arabe mélodique classique. Les juifs originaires des pays orientaux (Afrique du Nord, Syrie) s'en sont inspirés, et adaptent la mélodie de la liturgie du Shabbat en fonction du contenu de la parasha de cette semaine. Ils emploient 10 maqam différents, possédant chacun son usage propre.
Le maqam utilisé lors du sabbath au cours duquel on lit la parashat Tetzave est le Maqam Sigah, Tetzave précédant souvent la fête de Pourim. On chante selon Sigah même lorsque Tetzave ne précède pas Pourim.

## Rishon

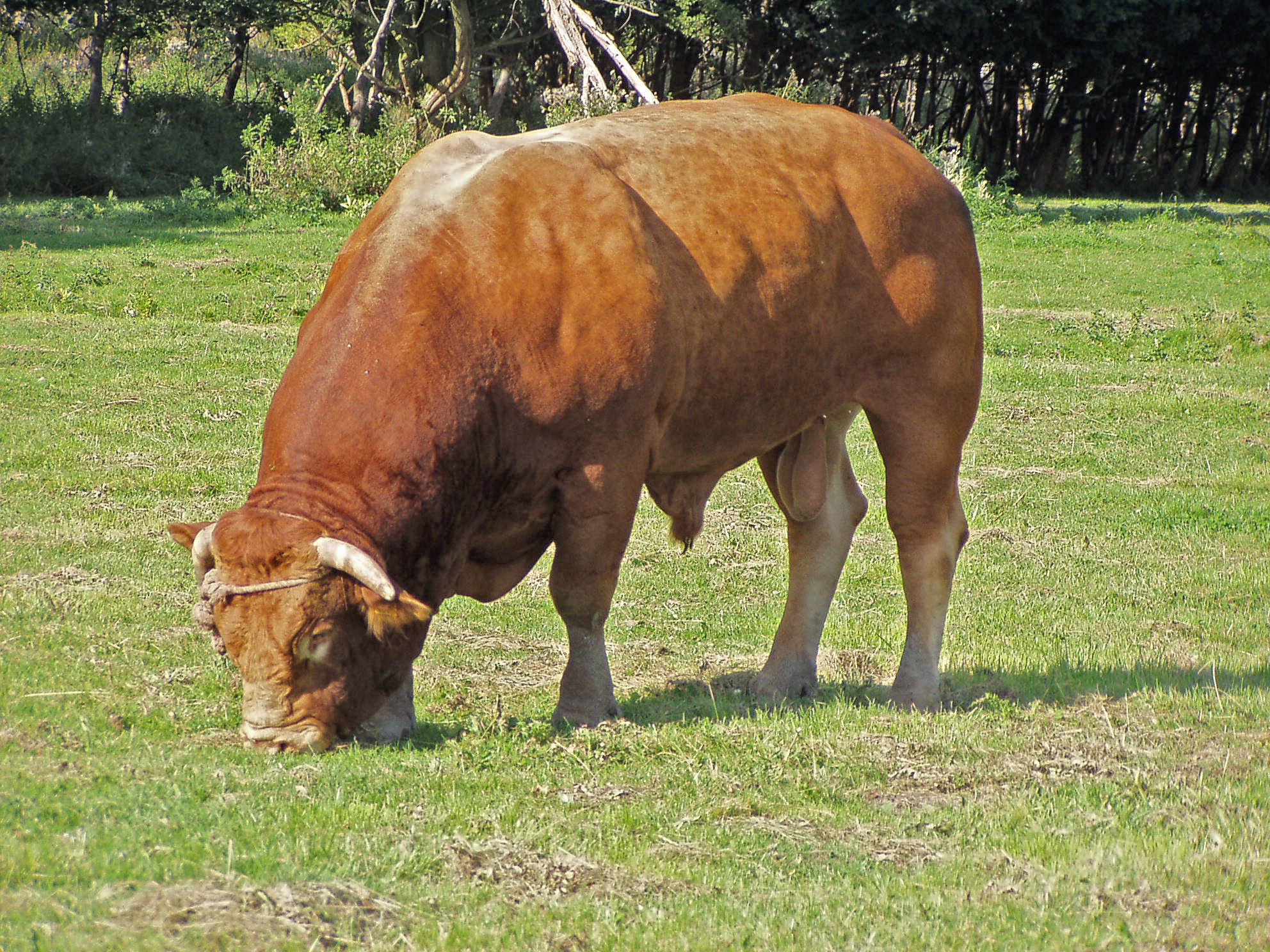
Un taureau

## Commandements
La Torah comporte, selon la tradition rabbinique, 613 prescriptions. Différents sages ont tenté d'en établir un relevé dans le texte biblique.
Selon deux de ces computs les plus célèbres, le Sefer Hamitzvot et le Sefer HaHinoukh, la parashat Tetzave comporte 4 prescriptions positives et 3 négatives:
- Accommoder les lampes de la Menorah chaque jour (Ex 27,21.)
- Les Cohanim doivent porter leurs vêtements pontificaux pour le service (Ex 28,2.)
- Interdiction de séparer le pectoral de l'éphod (Ex 28,28.)
- Interdiction de déchirer l'ourlet de la robe du Grand Prêtre (Ex 28,32.)
- Les Cohanim doivent consommer la viande de certains sacrifices (Ex 29,33.)
- Brûler l'encens aromatique quotidiennement (Ex 30,7.)
- Interdiction d'offrir sur l'autel des parfums, autre chose que l'encens aromatique (Ex 30,9.)

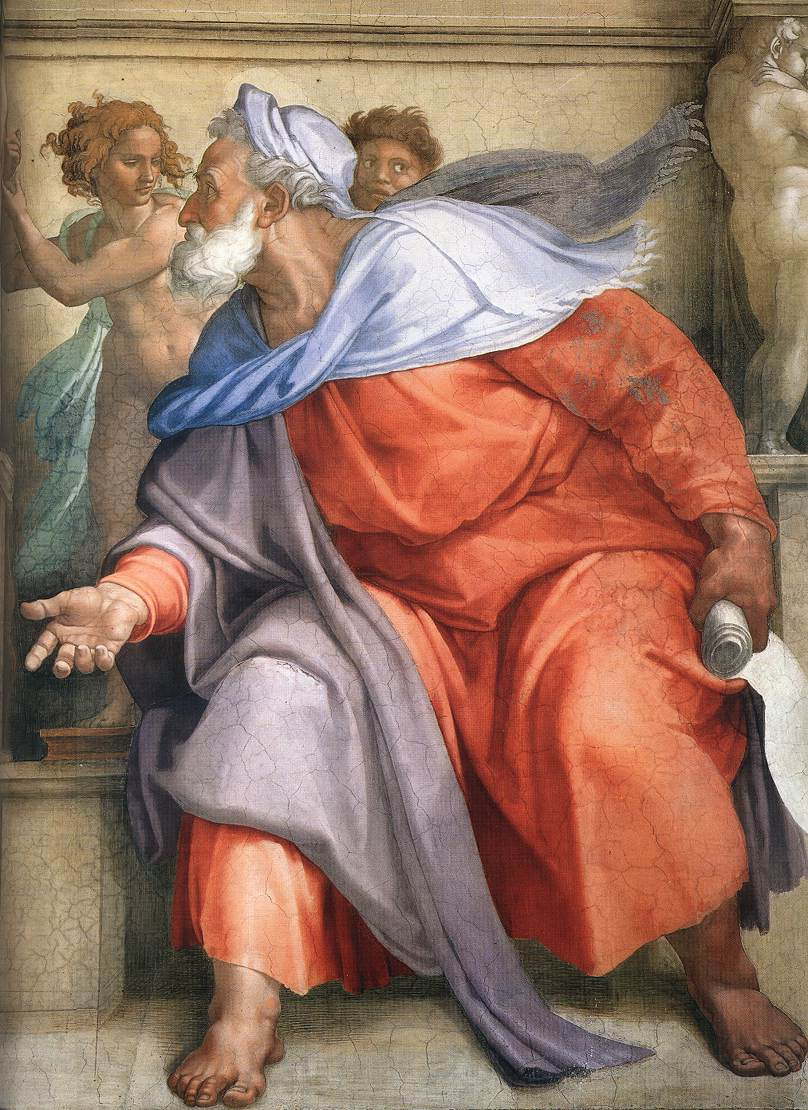
Ezéchiel (fresque de Michelangelo)

## Haftara
La haftara est une portion des livres des Neviim ("Les Prophètes") qui est lue publiquement à la synagogue après la lecture de la Torah. Elle présente généralement un lien thématique avec la parasha qui l'a précédée.
La haftara pour la parashat Tetzave est Ezéchiel 43:10–27.
Comme la parasha, la haftara décrit l'autel sacrificiel de Dieu, dont les plans sont apportés par un puissant prophète, et sa consécration : pour la parasha, il s'agit du Tabernacle dans le désert (Ex 27,1–8; 29:36–37), pour la haftara de la conception que dessine Ezéchiel du Troisième Temple ( 43,13–17.)

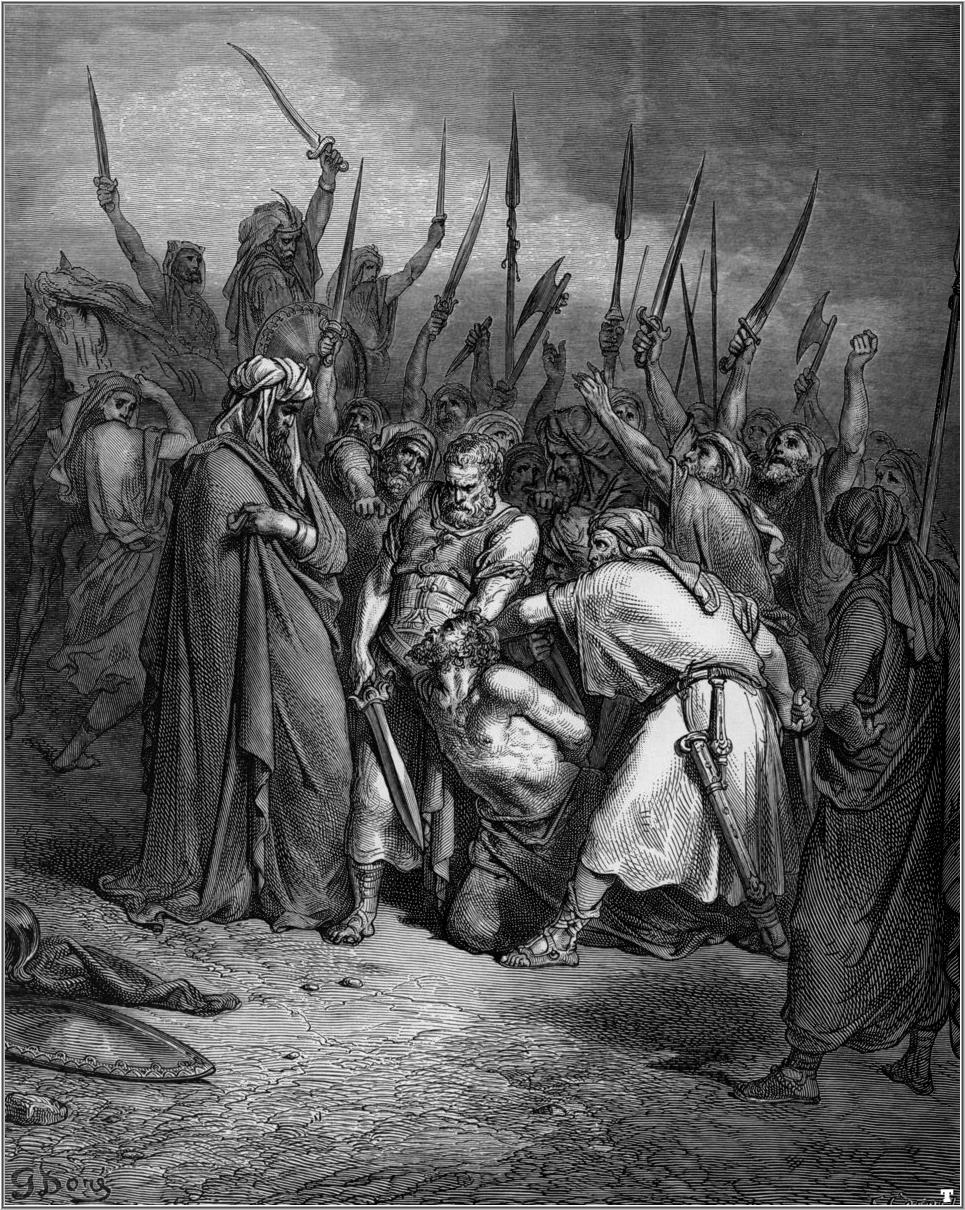
La mort d'Agag (illustration de Gustave Doré)

### Shabbat Zakhor
Lorsque la parashat Tetzave coïncide avec le Shabbat Zakhor (le Sabbath spécial qui précède immédiatement Pourim — comme c'est le cas en 2006, 2007, 2009, 2013), la haftara est:
- pour les Juifs ashkénazes: 1Samuel 15:2–34;
- pour les Juifs Sépharades:  15,1–34.

À Shabbat Zakhor, les Juifs lisent la parashat Zakhor (Deutéronome 25:17–19 : 

« Souviens-toi (zakhor) ce que te fit Amalek pendant la route, lors de votre sortie d’Égypte,
comment il te rencontra dans le chemin, et, sans aucune crainte de Dieu, tomba sur toi par derrière, sur tous ceux qui se traînaient les derniers, pendant que tu étais las et épuisé toi-même.
Lorsque YHWH, ton Dieu, après t’avoir délivré de tous les ennemis qui t’entourent, t’accordera du repos dans le pays que YHWH, ton Dieu, te donne en héritage et en propriété, tu effaceras la mémoire d’Amalek de dessous les cieux : ne l’oublie point. »

La haftara pour Chabbat Zakhor,  15,2–34 ou 1–34, décrit la rencontre de Saül avec la tribu d'Amalek, et le sort que réservèrent Samuel et Saül au roi amalécite Agag.
La fête de Pourim commémore le miraculeux dénouement (Est 1,1–10:3.) qui suivit le projet d'extermination des Juifs par Haman fils de Hammedata l'Agaggite (Est 3,1).
Ledit Haman descendrait, selon un midrash, d'un enfant né du roi Agag entre sa capture par Saül et son exécution par Samuel.